# Ocupația ucraineană a regiunii Kursk

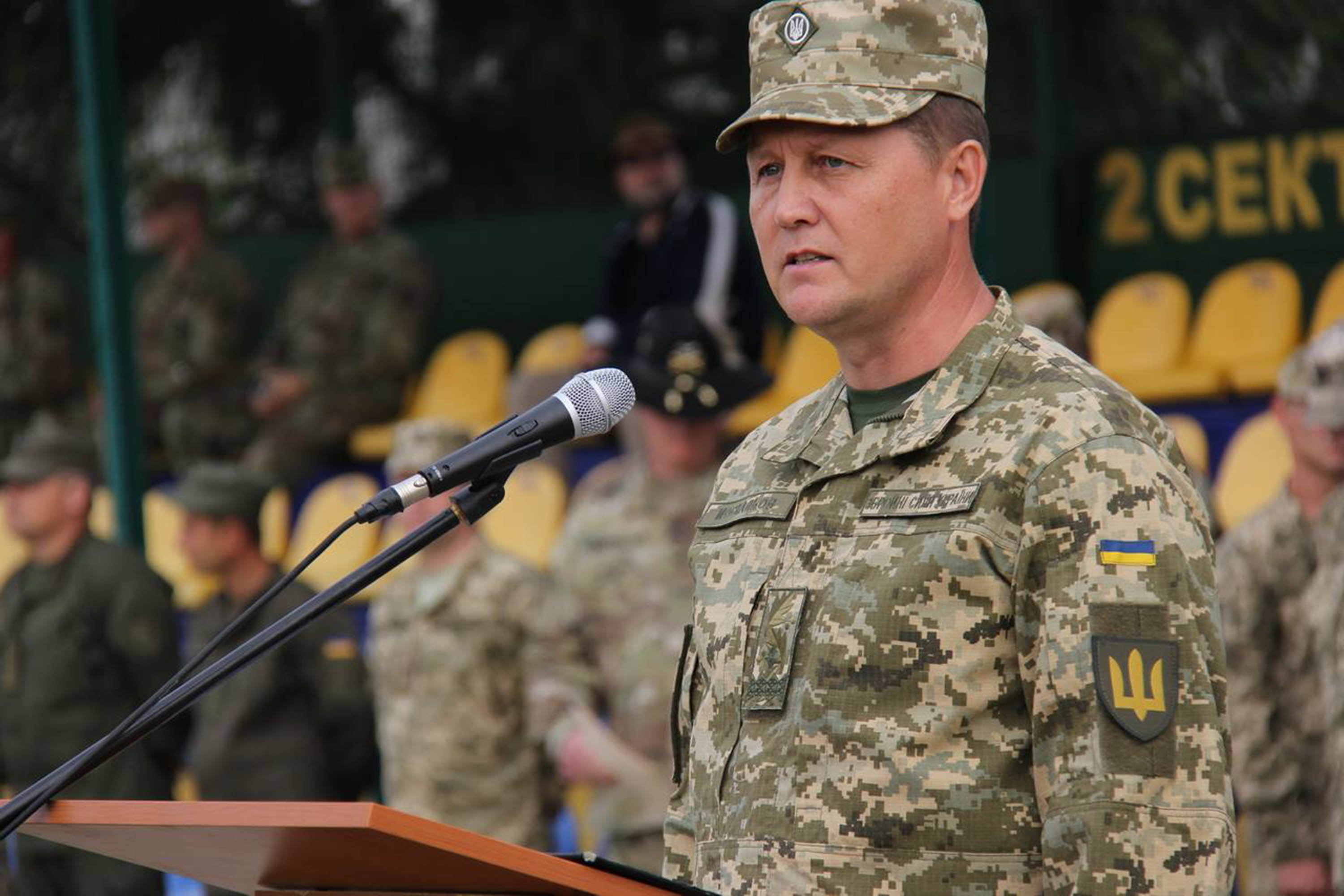
Eduard Moskaliev

Ocupația ucraineană a regiunii Kursk a început la 5 august 2024 în timpul ofensivei trupelor ucrainene din regiunea Kursk. Din 6 august până la 15 august 2024, Ucraina a capturat aproximativ 1.000 km², ceea ce este comparabil cu câștigurile teritoriale ale Rusiei pentru un an întreg. În special, orașul Sudja a intrat sub ocupația Ucrainei.

## Cronologie
La 15 august 2024, comandantul șef al Forțelor Armate ale Ucrainei, Oleksandr Sîrskîi, a anunțat crearea unui „birou al comandantului militar” în zonele ocupate din regiunea Kursk. Eduard Moskaliev a fost numit șef al biroului comandantului. Potrivit lui Sîrskîi, 82 de așezări din această regiune au intrat sub controlul Kievului.

## Controlul așezărilor
| Nume                | Populație (în 2010) | Raion (District) | Deținut de | Începând cu |
| ------------------- | ------------------- | ---------------- | ---------- | ----------- |
| Bolshoe Soldatskoye | 2.681               | Bolshesoldatsky  | Rusia      |             |
| Generalovka         | 12                  | Sudzhansky       | Rusia      |             |
| Giri                | 1.465               | Belovsky         | Contestat  |             |
| Glushkovo           | 5.349               | Glushkovsky      | Rusia      |             |
| Guyevo              | 904                 | Sudzhansky       | Ucraina    |             |
| Lgov                | 21.453              | Lgovsky          | Rusia      |             |
| Koronevo            | 6.119               | Koronevsky       | Rusia      |             |
| Kursk               | 415.159             | Kursky           | Rusia      |             |
| Malaya Loknya       | 799                 | Sudzhansky       | Ucraina    |             |
| Makhnovka           | 1.110               | Sudzhansky       | Ucraina    |             |
| Sudzha              | 6.036               | Sudzhansky       | Ucraina    |             |
| Tyotkino            | 4.223               | Glushkovsky      | Rusia      |             |
| Ulanok              | 498                 | Sudzhansky       | Rusia      |             |